# Folcata
Folcata is een plaats (frazione) in de Italiaanse gemeente Campagna (SA).